# 完颜宗峻
完顏宗峻，（11世纪—1124年8月18日）女真名繩果，是金太祖嫡長子、第二子（或第三子），母唐括氏。金熙宗父。封汴王。

## 生平
生年没有记载，仅知异母弟完顏宗堯生于1096年，其生年当在之前。天辅五年（1121年），在取中京和救西京的戰爭中受傷。当时金朝实行兄终弟及的制度，故未能继承皇位。拥护叔叔金太宗继位。完颜宗峻在天会二年七月壬午日（1124年8月18日）逝世。
儿子金熙宗即位後，追上諡號為允恭克讓孝德玄功佑聖景宣皇帝，廟號為徽宗。改葬興陵。海陵王完顏亮即位后，削去其諡號，并改封為豐王。金世宗即位后追復。

## 家庭
- 妻子蒲察氏
  - 金熙宗完顏亶，本名合剌

- 生母不详
  - 胙王完顏元，本名常胜
  - 安武军节度使完顏查剌
  - 鄂国公主，徒单绎之母[3]
  - 完颜氏，徒单赛一之妻，徒单思忠之母[4]